# Миланко Рашковић
Миланко Рашковић (Рашка, 13. март 1981) је бивши српски фудбалер. Играо је на позицији нападача.

## Каријера
Као рођени Рашчанин, Рашковић је поникао у ФК Бане. Од сезоне 2002/03. је заиграо за тадашњег прволигаша Зету из Голубоваца. Провео је три сезоне наступајући за Зету, и био је део тима који је на крају шампионата 2004/05. заузео треће место на табели, одмах иза Партизана и Црвене звезде.
Рашковић је заједно са саиграчем из Зете Николом Трајковићем, у јулу 2005, потписао четворогодишњи уговор са Црвеном звездом. У сезони 2005/06, Звезда је под вођством Валтера Зенге освојила дуплу круну, а Рашковић је у освајању шампионата на 13 одиграних утакмица постигао пет голова, док је Купу забележио два наступа. У сезони 2006/07, првој у самосталној Србији, Црвена звезда је поново освојила дуплу круну, под вођством тренера Бошка Ђуровског. Рашковић је овој сезони у Суперлиги Србије на 13 мечева дао три гола, док је у Купу на три меча два пута био стрелац. Одиграо је и сезону 2007/08. у Црвеној звезди, у којој није освојен трофеј.
Током лета 2008. потписује за Пандуре из Таргу Жијуа, и у овом клубу је провео наредне две године наступајући у првенству Румуније. Током јесењег дела сезоне 2010/11. је наступао за београдски Чукарички, а затим је током 2011. играо у Казахстану за Шахтјор Караганди. У јулу 2012. је потписао за Борац из Чачка, у чијем дресу је у сезони 2012/13. био најбољи стрелац Прве лиге Србије са 19 постигнутих голова. Касније игра за Земун са којим у сезони 2014/15 осваја Српску лигу Београд. Затим је наступао за Колубару, а био је и на Малти где је играо за Викторију Вандерерс. Почетком 2018. прелази у екипу Купинова, са којом наступа током пролећа 2018. у Војвођанској лиги Југ. Током сезоне 2018/19. је играо за Сремчицу у Београдској зони.

## Успеси

### Клупски
Црвена звезда
- Првенство СЦГ / Суперлига Србије (2) : 2005/06, 2006/07.
- Куп СЦГ / Куп Србије (2) : 2005/06, 2006/07.

Шахтјор Караганди
- Премијер лига Казахстана (1) : 2011.

Земун
- Српска лига Београд (1) : 2014/15.

### Појединачни
- Најбољи стрелац Прве лиге Србије (1): 2012/13.